# 艾瑪·麥基翁
艾瑪·麥基翁（英語：Emma McKeon，1994年5月25日—），生于新南威尔士州沃隆冈，澳大利亚女子游泳运动员，主项是100米自由泳和200米自由泳。她的哥哥是大衛·麥基翁，父亲是羅恩·麥基恩（Ron McKeon），两人也都是游泳运动员。

## 游泳生涯
2010年，麥基翁参加了在新加坡举办的第一届夏季青奥会，获得了女子4×100米混合泳接力金牌，男女混合4×100米自由泳接力以及女子100米自由泳的银牌以及50米自由泳、200米自由泳和男女混合4×100米混合泳接力的铜牌。
2013年，麥基翁代表澳大利亚队参加了在西班牙巴塞罗那举办的世界游泳锦标赛，并在三个女子接力项目的预赛以及女子4×100米自由泳接力决赛中登场，最终澳大利亚女队在三个接力项目中各收获一枚银牌。
2014年8月，麥基翁首次参加英联邦运动会，她在个人项目上发挥出色，获得了女子200米自由泳金牌、女子100米自由泳铜牌和女子100米蝶泳铜牌。在接力项目上，她携手队友帮助澳大利亚队在三个女子接力项目上都获得金牌同时打破赛会纪录，其中女子4×100米自由泳接力更是打破了世界纪录。不久后，她在泛太平洋游泳锦标赛上携手队友为澳大利亚队夺得女子4×200米自由泳接力银牌，这枚银牌是她在该届赛事上获得的唯一一枚奖牌。
2015年8月，麥基翁第二次参加世界游泳锦标赛，个人项目方面，她在女子200米自由泳、50米蝶泳以及100米蝶泳这三个项目上分别获得第7名、第21名（预赛）以及第4名，并未获得奖牌；接力项目方面，她携手队友为澳大利亚队夺得女子4×100米自由泳接力金牌和女子4×100米混合泳接力铜牌。
翌年，她赴巴西里约热内卢参加第31届夏季奥运。在这届奥运会上她参加了200米自由泳、100米蝶泳、4×100米自由泳接力、4×200米自由泳接力以及4×100米混合泳接力共5个项目的比赛，其中200米自由泳获得铜牌、100米蝶泳获得第6名、女子4×100自由泳接力获得金牌、而女子4×200米自由泳接力以及女子4×100米混合泳接力则都获得银牌。
2017年布达佩斯世锦赛，麥基翁共收获四枚银牌和两枚铜牌。其中有两枚银牌和两枚铜牌来自于接力项目。另外两枚银牌则分别来自于200米自由泳和100米蝶泳。
2018年4月，麥基翁第二次出战英联邦运动会，获得四枚金牌和两枚铜牌，个人所获奖牌数与上届持平。四枚金牌中有三枚来自接力项目，另外一枚金牌来自于女子100米蝶泳。同年8月，她参加了泛太平洋游泳锦标赛，同样获得4枚金牌和2枚铜牌，这一成绩相比上次有明显进步。
2019年7月，麥基翁参加了在韩国光州举行的世锦赛，个人项目方面，她获得了女子100米蝶泳的铜牌；接力方面，她获得了女子4×100米自由泳接力、女子4×200米自由泳接力和男女混合4×100米混合泳接力的金牌，以及女子4×100米混合泳接力和男女混合4×100米自由泳接力的银牌。
2023年10月23日，麥基翁獲得世界泳联評選的年度最佳女子游泳运动员称号。